# Hemioplisis drepanularia
Hemioplisis drepanularia là một loài bướm đêm trong họ Geometridae.